# Astrid Bonami
Pour les articles homonymes, voir Bonami.
Astrid Bonami née le 19 mai 2003, est une joueuse belge de hockey sur gazon. Elle évolue à La Gantoise et avec l'équipe nationale belge.

## Carrière
Elle a fait ses débuts le 21 mai 2022 contre l'Espagne à Anvers lors de la Ligue professionnelle 2021-2022.

### International goals Senior[edit source]
| Goal | Date        | Location                                           | Opponent  | Goal(s) | Result | Competition                   |
| ---- | ----------- | -------------------------------------------------- | --------- | ------- | ------ | ----------------------------- |
|      |             |                                                    |           |         |        |                               |
| 1    | 28 May 2023 | London, Lee Valley Olympic Stadium, United-Kingdom | GB VS BEL | 1-3     | 2-3    | 2022-23 FIH Hockey Pro League |